# Франкфорд (Делавэр)
Фрэнкфорд (англ. Frankford) — город в округе Сассекс в штате Делавэр США. По данным переписи 2020 года, численность населения составляла 790 человек.

## Население
| 2010 | 2020 |
| ---- | ---- |
| 847  | ↘790 |